# Юстициарий
Юстициа́рий или Юстициа́р (англ. Justiciar) — королевский чиновник в средневековых Английском и Шотландском королевствах, а также в некоторых других феодальных образованиях. Юстициарий назначался королём для выполнения судебных и административных функций в его владениях. Термин «юстициарий» происходит от латинского justiciarius или justitiarius, означавшего «человек справедливости» (судья).

## История должности в Англии
Изначально в английском королевстве юстициариями называли всех чиновников королевского суда (Curia Regis), которые были достаточно квалифицированы, чтобы исполнять обязанности судьи в суде графств. Для представления своих интересов во всех судебных, финансовых и судебных делах король назначал в графства специальных чиновников — шерифов. Они возглавляли суды, после чего решения передавались непосредственно к королю.
Первые короли Англии после нормандского завоевания проводили много времени в своих континентальных владениях, кроме того, они не понимали язык, на котором говорили их подданные. Для управления королевством они назначали юстициария, выполнявшего обязанности регента или лейтенанта королевства. Позже этих королевских представителей стали называть главными юстициариями (англ. Chief Justiciar) или королевскими столичными юстициариями (англ. royal capital justiciar), хотя одновременно оба названия не упоминаются.
Частое отсутствие короля в Англии, а также тот факт, что главными юстициариями становились представители знати и епископы, сделало эту должность очень важной. В итоге, юстициарии стали угрожать королевской власти, что привело в итоге к упразднению должности. Последним значительным главным юстициарием был Хьюберт де Бург. После его падения в 1232 году на должность не назначались крупные бароны, а позиция первого чиновника в королевской администрации в итоге перешла к канцлеру.
При Эдуарде I должность была отменена, а её функции разделены между тремя чиновниками: судьёй в суде по гражданским делам (англ. Justices of the Court of Common Pleas), судьёй в суде королевской скамьи (англ. Justices of the Court of King's Bench) и барона в суде Казначейства (англ. Barons of the Court of Exchequer).

## Юстициарии за пределами Англии
Также существовала должность юстициария за пределами Англии. Во время правления Генриха II Плантагенета юстициарием стал сенешаль Нормандии. В Шотландском королевстве должность юстициария была введена в XII веке либо королём Александром I, либо его преемником, Давидом I. Юстициарий был королевским лейтенантом, который выполнял судебные и административные функции. Существовало два главных юстициария: юстициарий Скотии занимался частью королевства, лежащей к северу от реки Форт, а юстициарий Лотиана (в XIII веке — юстициарий Галлоуэя) — частью королевства к югу от линии Форт-Клайд.
Позже обе должности были объединены и была образована должность лорда верховного судьи (англ. Lord Justice-General). Кроме того, в нормандском Сицилийском королевстве в XII веке была создана должность магистра-юстициария (лат. magister justitiarius). Название должности, вероятно, было заимствовано из Англии. Магистр-юстициарий возглавлял королевский двор и со своими помощниками мог решать все вопросы, касающиеся короны.
После завоевания Ирландии Генрихом II Плантагенетом в королевских владениях в Ирландии для выполнения судебных функций была введена должность юстициария Ирландии. После завоевания Уэльса король Англии Эдуард I установил для ряда его областей прямое королевское управление. Для управления Англси, Карнарвонширом и Мерионетширом была введена должность юстициария Северного Уэльса, а для управления Кармартенширом и Кардиганширом — должность юстициария Южного Уэльса.